# Habitat 67

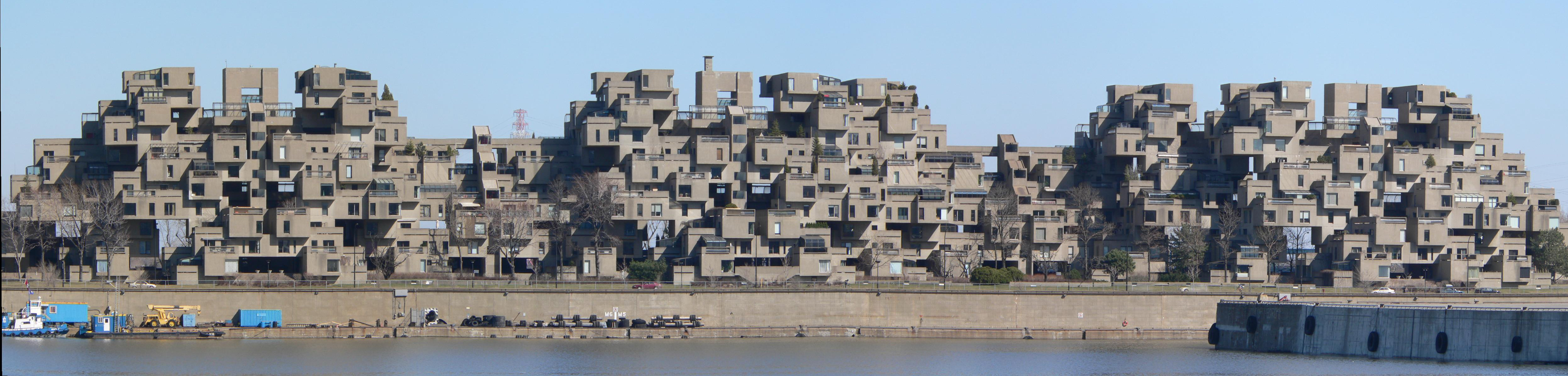
Vue d'Habitat 67 depuis le Vieux-Port.

Habitat 67 est un ensemble de logements situé à Montréal à la Cité du Havre, qui longe le fleuve Saint-Laurent au sud du Vieux-Port. Construit dans les années 1960 dans le cadre d'Expo 67, le bâtiment a apporté une notoriété mondiale à son créateur.

## Le concept
Conçu au milieu des années 1960 par l'architecte Moshe Safdie alors qu'il étudiait à l'Université McGill, supervisé par Sandy van Ginkel, Habitat 67 s'appuie sur les idées développées dans sa thèse intitulée A Three-Dimensional Modular Building System. Safdie s'intéressait à l'architecture urbaine à haute densité, et comptait réaliser un ensemble à prix réduit grâce à l'emploi d'éléments préfabriqués.
Habitat 67 cherchait à cumuler les avantages de la maison individuelle privée et d'un immeuble d'appartements. Il fut bâti sur le principe de blocs modulaires imbriquables. Une usine fut construite à proximité afin de produire les 345 modules en béton préfabriqué (Francon) mesurant 11,7 × 5,3 × 3 m, qui furent ensuite mis en place à l'aide d'une grue.

## Histoire

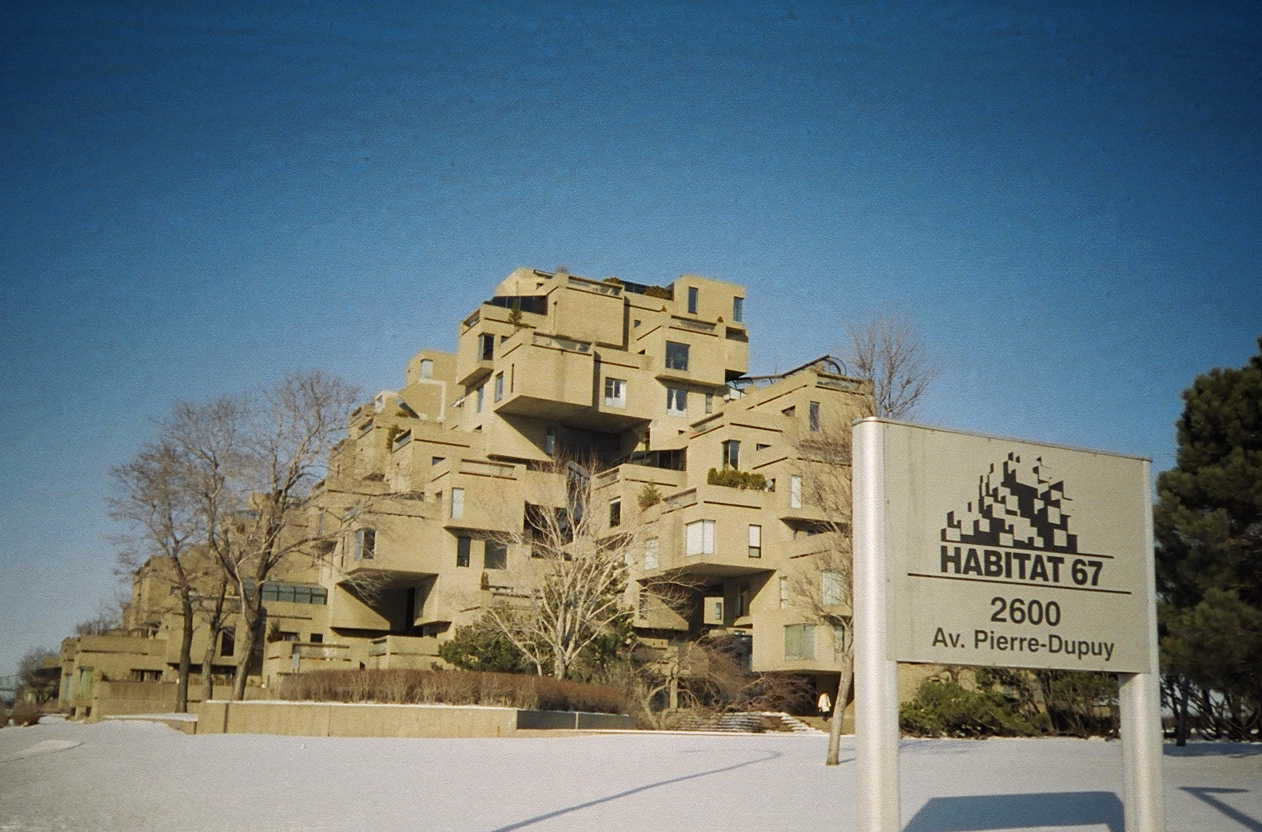
Vue d'Habitat 67 depuis l'avenue Pierre Dupuy

Moshe Safdie fut invité en 1963 à construire son projet dans le cadre de l'exposition universelle, qui devait se tenir quatre ans plus tard à Montréal. Le projet initial de vingt-deux étages, qui devait abriter des boutiques et une école en plus des logements, fut redessiné entre 1964 et 1965 et réduit pour des raisons budgétaires. Le projet final comprend uniquement des logements.
Le chantier démarra en 1965 et dura trente mois. Financé par la Société canadienne d'hypothèque et de logement (SCHL), Habitat 67 a d'abord abrité les visiteurs d'Expo 67. Les logements ont ensuite été loués par le gouvernement fédéral, puis les locataires regroupés en copropriété ont acheté leurs appartements en décembre 1985.
Le 27 mars 2009, la ministre de la Culture, des Communications et de la Condition féminine du Québec, Christine St-Pierre, annonçait que Habitat 67 serait désormais classé «monument historique» par le gouvernement du Québec. Il devient ainsi le premier édifice moderne à obtenir cette reconnaissance du gouvernement.

## Description du bâtiment
Situé à proximité du centre ville, entre le pont de la Concorde et le pont Victoria, Habitat 67 est constitué de cinq sous-ensembles, les trois plus grands faisant face à l'avenue Pierre Dupuy, deux autres donnant sur le Saint-Laurent.
L'immeuble compte 158 appartements, de quinze types différents, occupant de un à quatre modules, la majorité en occupant deux ou trois. Chaque appartement bénéficie au moins d'une terrasse privée, située sur le toit d'un autre module. Ces terrasses peuvent être agrémentées d'un solarium. Chaque logement présente trois orientations et offre des vues sur la ville de Montréal ou sur le fleuve.
Les « cubes » répartis sur douze étages font partie intégrante de la structure de béton précontraint, (Francon) qui compte également trois colonnes d'ascenseurs monumentales desservant les appartements, ainsi que des passerelles protégées par des parois de plexiglas, situées au 6e et au 10e étage.